# Teočak (Bihać)
Teočak es un pueblo ubicado en el municipio de Bihać, en el cantón de Una-Sana, Bosnia y Herzegovina.

## Superficie
Posee una superficie de 22,88 kilómetros cuadrados.

## Demografía
Hasta 2013 la población era de 4 habitantes, con una densidad de población de 0,2 habitantes por kilómetro cuadrado.